# Zmarli w roku 1791
Lista osób zmarłych w 1791:
- Konstancja Sanguszkowa – marszałkowa nadworna litewska (ur. w 1716)

## styczeń 1791
- 30 stycznia – Jacob Friedrich Krummacher, pruski prawnik, sędzia i burmistrz miasta Tecklenburg[1]

## luty 1791
- 14 lutego – Franciszek Salezy Jezierski, polski duchowny, pisarz i działacz społeczno-oświatowy[2]

## kwiecień 1791
- 2 kwietnia – Honoré Gabriel Riqueti de Mirabeau, wpływowy polityk Wielkiej Rewolucji Francuskiej[3]

## lipiec 1791
- 24 lipca – Ignaz von Born, austriacki geolog, mineralog i metalurg, mason[4]

## październik 1791
- 7 października – Maria Franciszka od Pięciu Ran Jezusa, włoska tercjarka franciszkańska, stygmatyczka, święta katolicka[5]
- 16 października – Grigorij Potiomkin (ros. Григо́рий Алекса́ндрович Потёмкин), rosyjski feldmarszałek[6]

## grudzień 1791
- 5 grudnia – Wolfgang Amadeus Mozart, austriacki wybitny kompozytor, jeden z największych w historii muzyki[7]
- 8 grudnia:
  - Jakub Kwon Sang-yeon, koreański męczennik, błogosławiony katolicki[8]
  - Paweł Yun Ji-chung, koreański męczennik, błogosławiony katolicki[8]